# Parc d'État de Pokagon
Le parc d'État de Pokagon (en anglais : Pokagon State Park) est un parc d'État américain situé près d'Angola, dans le nord-est de l'Indiana.

## Géographie et milieu naturel

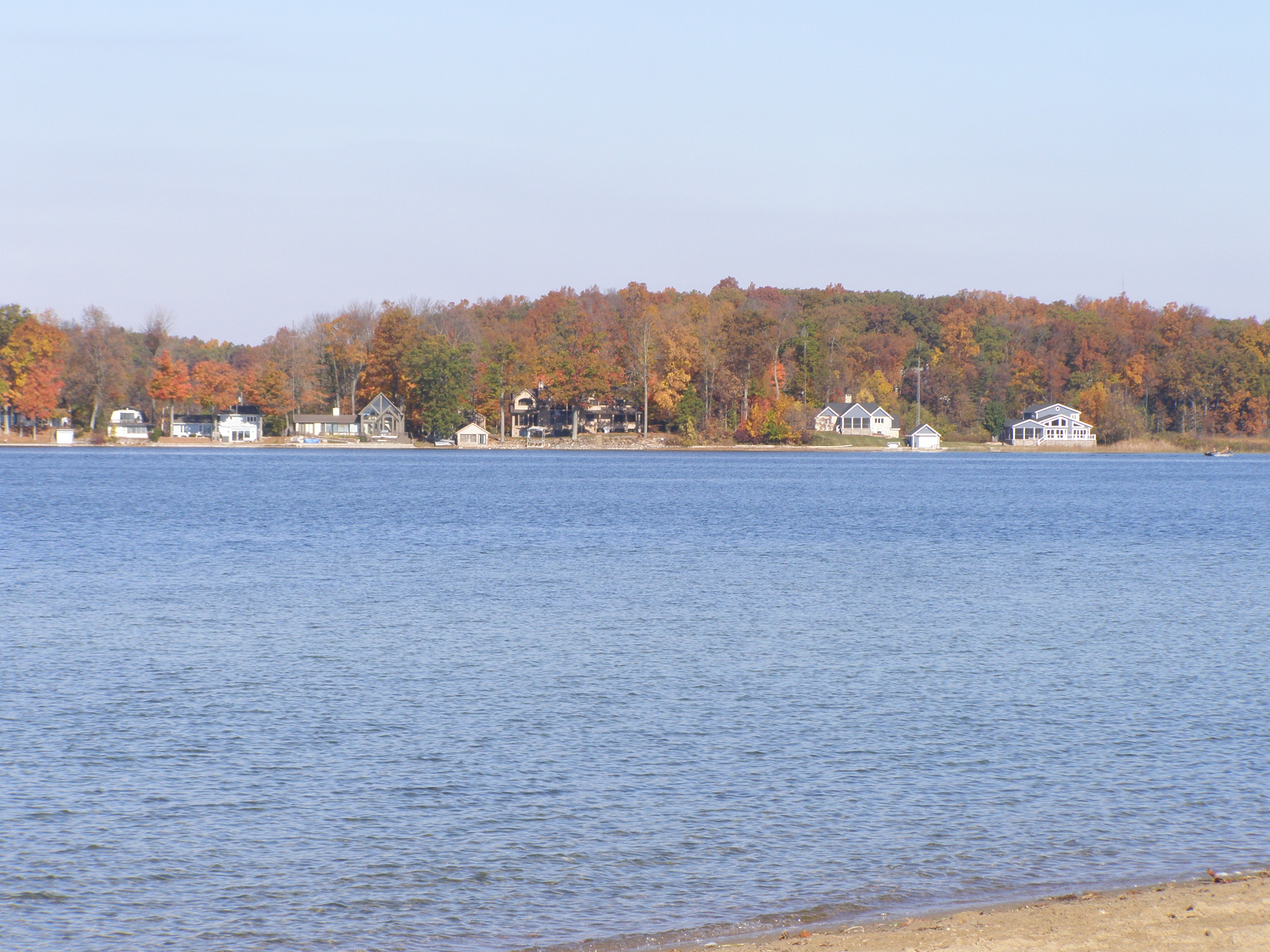
Le lac James depuis le Potawatomi Inn.

Le parc parc d'État de Pokagon est situé à environ huit kilomètres au nord d'Angola, siège du comté de Steuben dans le nord-est de l'Indiana. Il est bordé au sud et à l'ouest par trois bassins formant un lac glaciaire : le lac James. Les eaux du lac accueillent bars, crapets arlequins, dorés jaunes, grands brochets, pomoxis et siluriformes.
Si le parc est en grande partie boisé, notamment de chênes, d'érables et plus rarement de pins blancs, il comprend quelques prairies et est entouré de zones humides au nord et à l'est. Ces zones humides forment la réserve naturelle de Potawatomi (en anglais : Potawatomi Nature Preserve) qui comprend le lac Lonidau (un kettle) ainsi que des marais de massettes, des prairies de cypéracées et des marécages de bouleaux jaunes et mélèzes laricins.

## Histoire
Avant qu'un parc d'État n'y soit créé, le site comprend principalement des vergers et des champs. En décembre 1925, les habitants du comté de Steuben acquièrent 580 acres (235 ha) sur les rives du lac James pour 35 000 dollars. Ces terres sont données à l'État de l'Indiana pour créer un parc naturel d'un total de 707 acres (286 ha), avec les acquisitions de l'État. La construction du parc débute en 1926 avec la réalisation du Potawatomi Inn, qui accueille ses premiers visiteurs en 1927. Une aire de pique-nique et quelques sentiers sont créés dans ce nouveau parc d'État du lac James (en anglais : Lake James State Park).
En 1927, le commissaire à la préservation de l'environnement de l'Indiana Richard Lieber propose de renommer le parc en l'honneur du chef Potawatomi Leopold Pokagon (en) ou de son fils Simon Pokagon (en) qui vécut dans la région. Entre 1934 et 1942, la compagnie 556 des Civilian Conservation Corps construit l'essentiel des aménagements du parc (routes, sentiers, bâtiments, campements, etc.) et plante plusieurs milliers d'arbres,. Les CCC réalisent également deux plages : l'une près du Potawatomi Inn sur la partie sud du lac et une autre plus au nord.
Après la Seconde Guerre mondiale, le parc attire de nombreux visiteurs conduisant à la création de nouveaux aménagements.

## Patrimoine
Le parc d'État de Pokagon est inscrit au Registre national des lieux historiques (en anglais : National Register of Historic Places ou NRHP) depuis 1995. 28 bâtiments et trois structures contribuent à sa valeur historique : le Potawatomi Inn et les constructions réalisées par les Civilian Conservation Corps.

### Potawatomi Inn
La construction du Potawatomi Inn, qui débute en 1926, marque le début du développement du parc de Pokagon. L'hôtel de 20 chambres est inauguré au printemps 1927 mais il n'est achevé qu'après près de deux ans de travaux. Il surplombe le lac James. La partie originale de l'hôtel demeure intacte et constitue aujourd'hui sa partie ouest, un bâtiment rectangulaire de deux étages. Les façades, d'inspiration méditerranéenne, sont recouvertes de stuc et le toit est à tuiles rouges. Des nombreuses extensions auront lieu par la suite, chaque décennie,. Une piscine intérieure est construite en 1982, 59 nouvelles chambres (pour un total de 142) et un centre de conférence sont ajoutés en 1994.

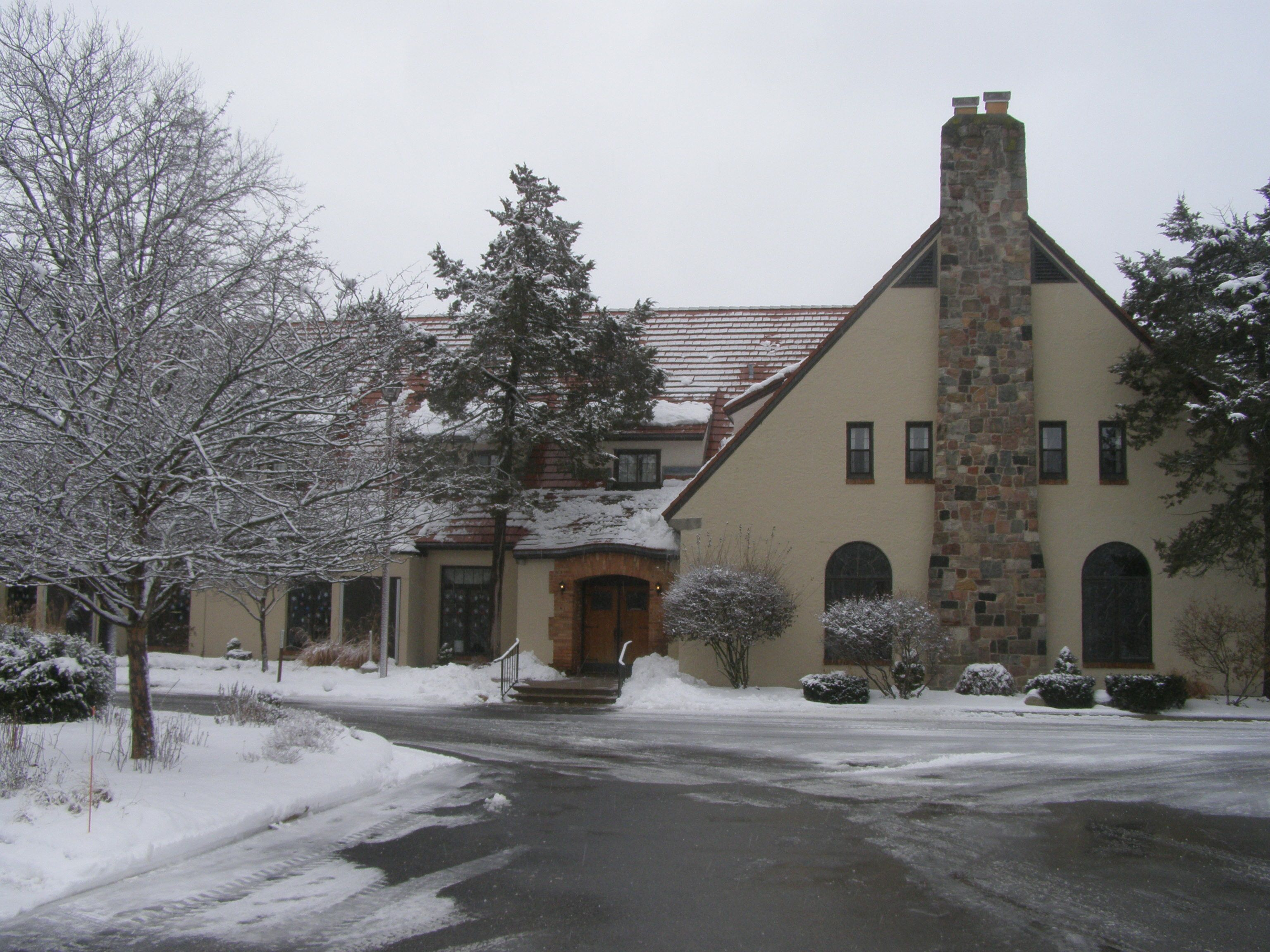
La partie historique de l'hôtel.
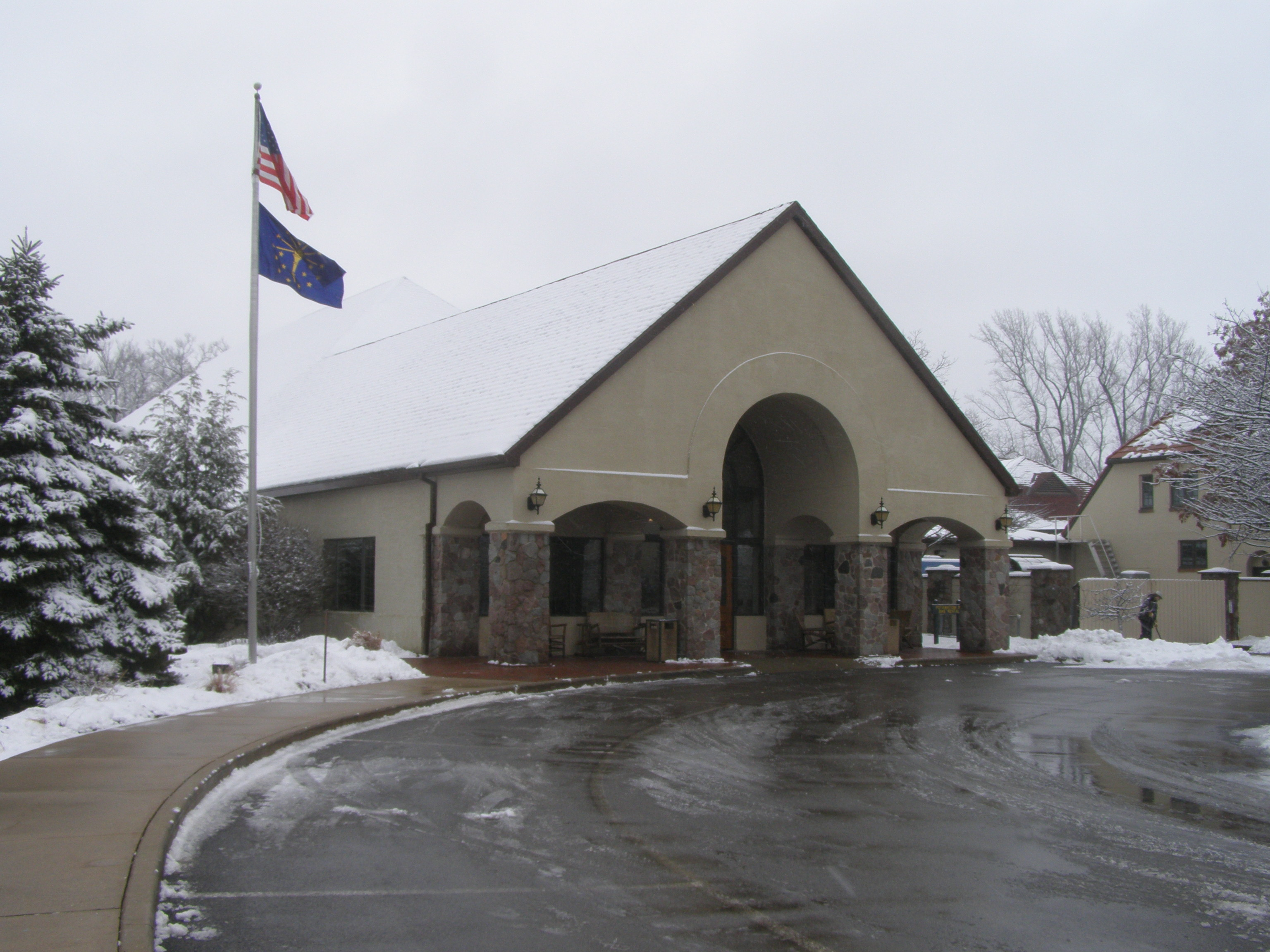
L'entrée moderne du Potawatomi Inn.
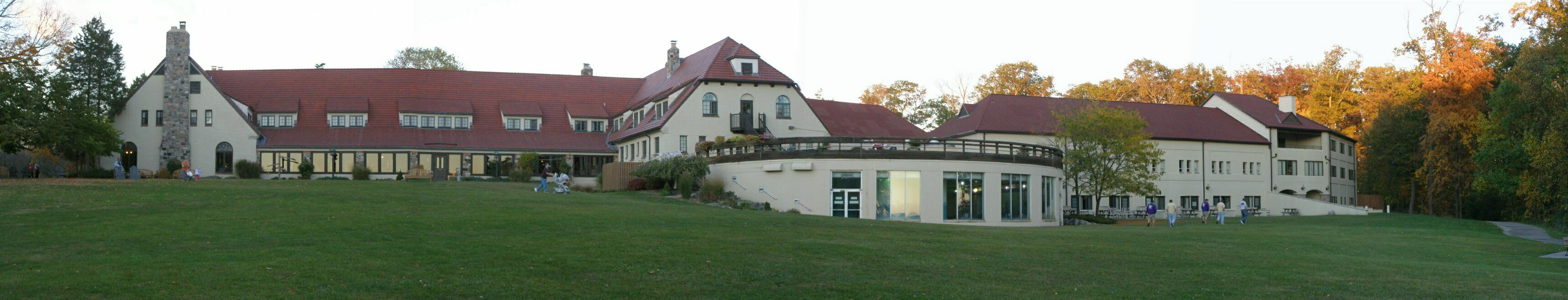
Le Potawatomi Inn, qui s'est étendu à partir de la partie historique à gauche.

### Constructions des Civilian Conservation Corps
Le parc est notamment inscrit au NRHP car il constitue un exemple presque intact d'une aire protégée aménagée par les Civilian Conservation Corps (CCC) durant le New Deal. L'objectif de ces travaux, réalisés entre 1934 et 1942, était de combattre le chômage et de développer les loisirs. La plupart des édifices sont construits en bois et en pierre.
Ces bâtiments comprennent l'ancienne porte d'entrée du parc construite en 1936-1937. Elle n'est plus en service, un nouveau bâtiment ayant été construit dans les années 1980, mais elle sert aujourd'hui de salle d'exposition. À proximité du Potawatomi Inn, on trouve plusieurs bâtiments construits en bois : l'écurie de 1938, le hangar à bateaux ainsi que quatre cabines de nuit construites en 1940 dans un petit vallon pour faire partie de l'auberge (deux avec des toits en croupe et deux avec des gables).
À l'ouest du parc, se trouvent l'abri des CCC, le bureau du parc d'un étage et demi, la résidence du directeur du parc (une ancienne ferme de style four square) ainsi que le campement des CCC qui comprend 17 bâtiments dont 13 petits cabanons, un réfectoire octogonal et une résidence pour cuisiniers. À côté du campement, les Civilian Conservation Corps ont réalisé dans leurs dernières années de présence une plage sur le lac James et des bains attenants, un long bâtiment à pignons en pierre et bois avec un patio et deux plus petites sections correspondant aux vestiaires.
Les trois structures du parc sont également réalisées par les CCC. Il s'agit de deux abris protégeant des fontaines d'eau potable et une série de petits étangs construits en 1935 pour l'élevage de poissons.

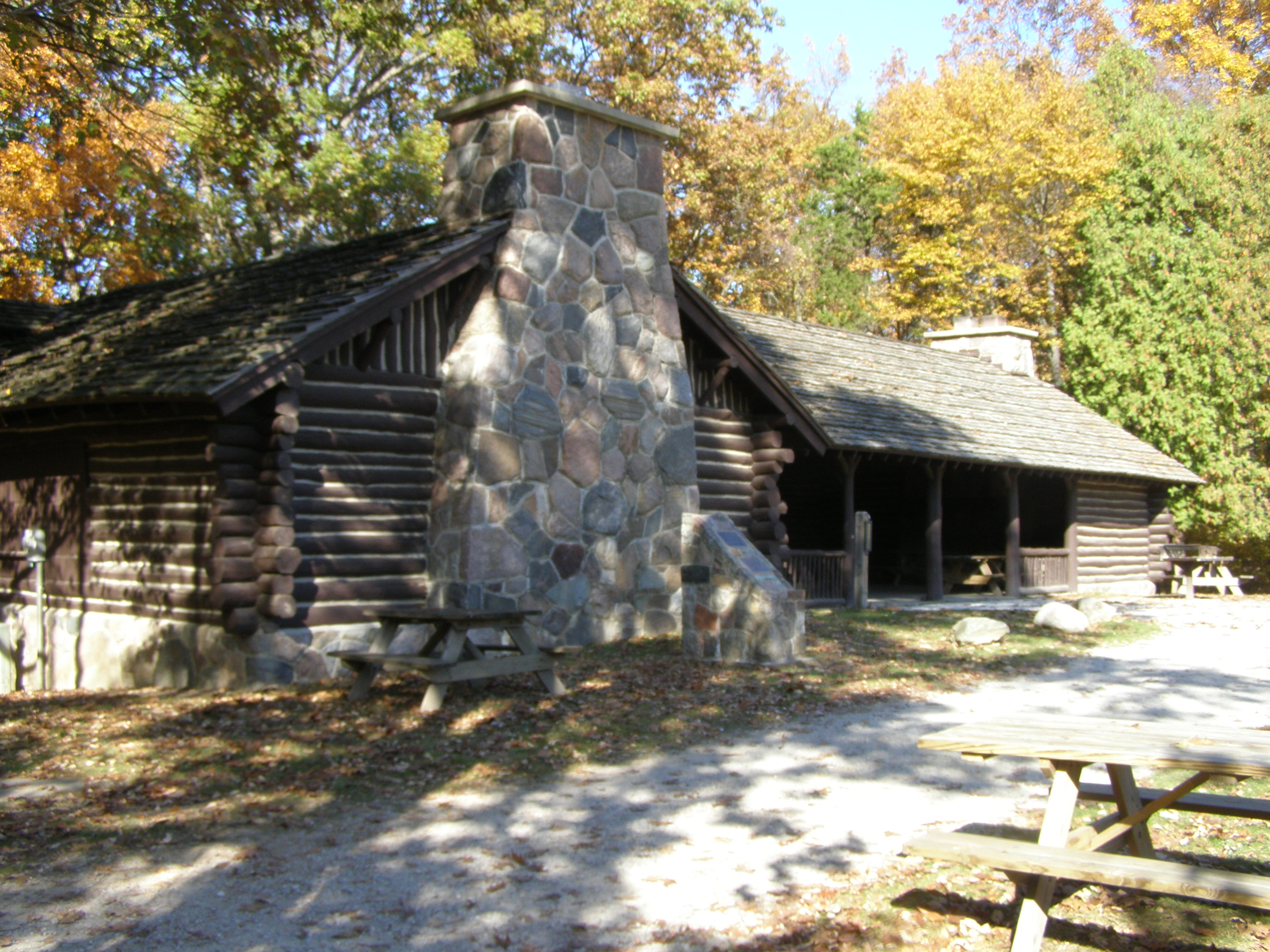
L'abri des CCC.
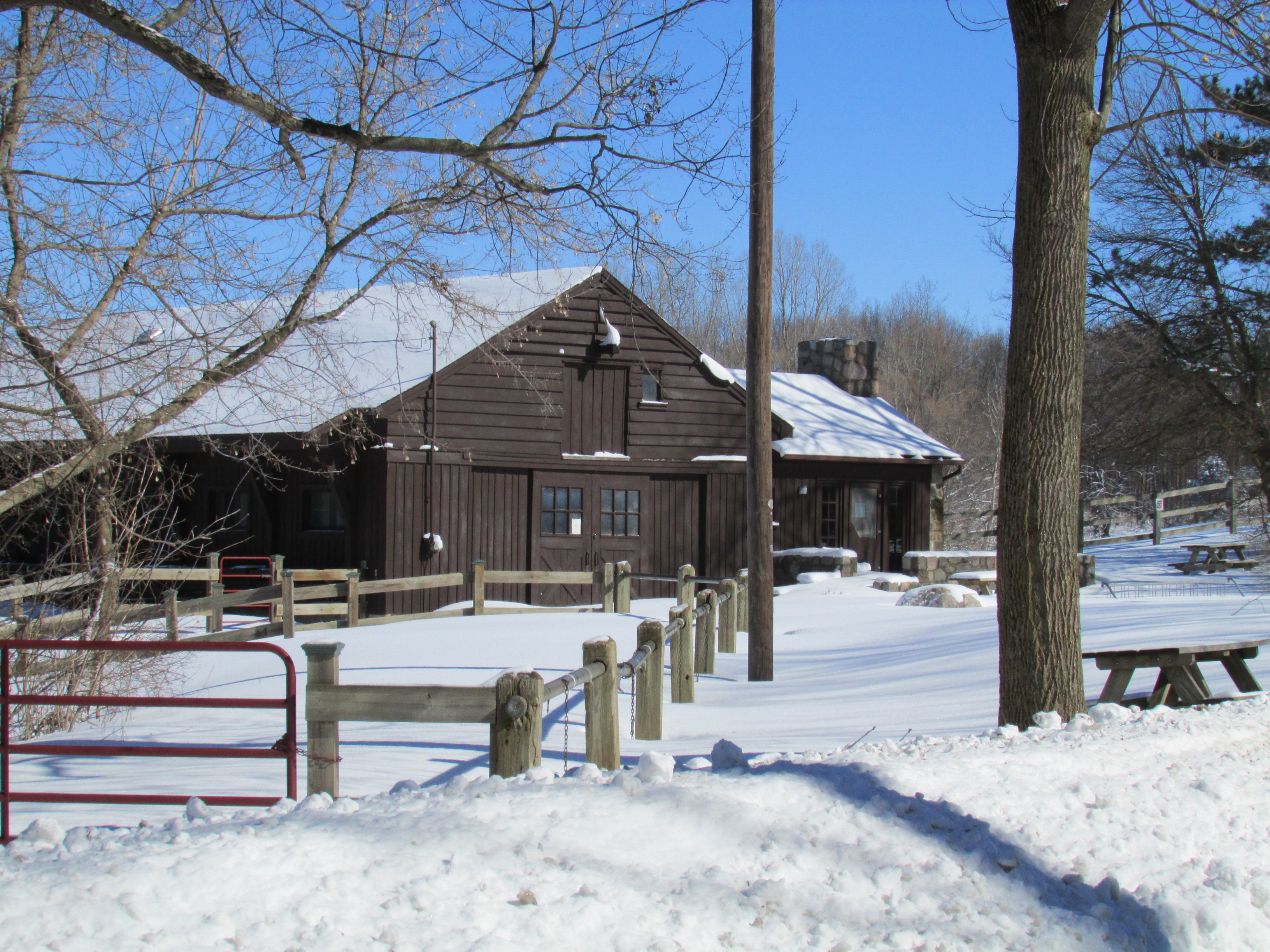
L'écurie.
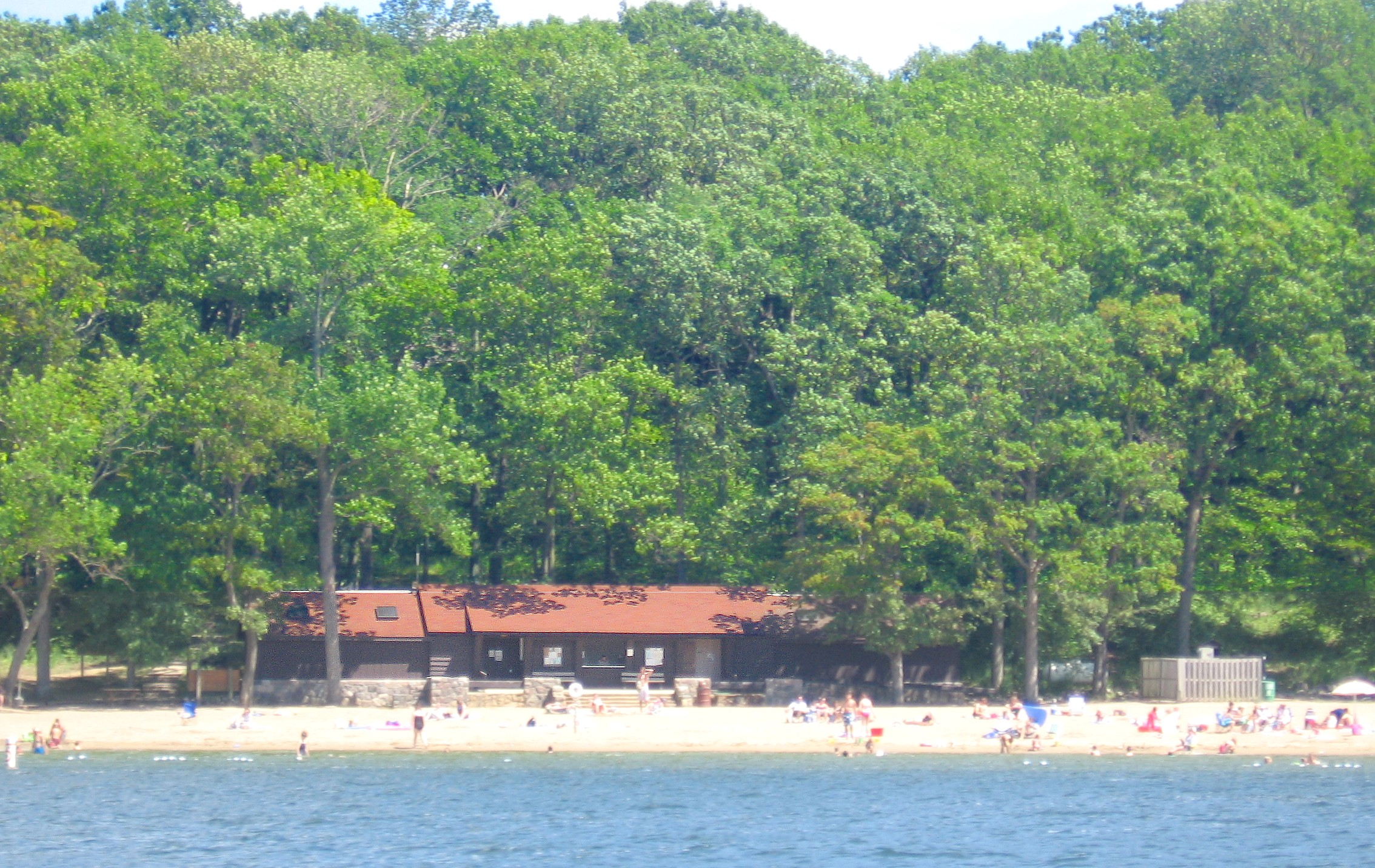
Les bains de la plage.

## Activités
Le parc d'État de Pokagon est géré par le département des ressources naturel de l'Indiana (en anglais : Indiana Department of Natural Resources). Il s'étend sur 1 260 acres (510 ha).
Sur l'année 2017-2018, le parc a accueilli 624 171 visiteurs. Parmi ses attractions se trouvent un centre de la nature avec des expositions, environ 18 kilomètres de sentiers de randonnée et un toboggan d'hiver de 520 mètres, initialement construit par les CCC. Le parc comprend également un camping de 120 places en été et 40 en hiver. La pêche et la baignade sont pratiquées dans le lac James.